# 金沢名所旧跡記
金沢名所旧跡記（かなざわめいしょきゅうせきき）は、18世紀後半から19世紀始め頃の間に編纂されたとみられる、近世日本の武蔵国金沢の地誌。

## 発見の経緯
2002年春頃、神奈川県立金沢文庫に、金沢区役所を介して地元住民から『金沢名所旧跡記』と題する写本の鑑定が依頼された。鑑定にあたった西岡芳文（神奈川県立金沢文庫学芸課長）は、今まで全く知られていない記事を多数含む極めて珍しい内容の近世金沢の地誌であったことから、所蔵者から伝来を聞き取るとともに、金沢文庫の紀要に翻刻を発表した。
所蔵者の語るところによれば、同写本は所蔵者の祖父の家田洋文が書写し、父の伊藤信一郎が所蔵していたものだという。家田は金沢学校（後の横浜市立金沢小学校）の教員を務めるほか、漁協の幹部や青年会の役員を務める傍ら金沢の郷土史に関心をもち、いくつかの郷土誌稿を著している。伊藤は書店を営む傍ら、父の影響で郷土史研究団体を結成して郷土史を研究していたといい、写本も家田の遺品として大切に保存していたという。
この2003年に報告された写本の底本には文政4年（1821年）の年記があったが、その後2008年に新たな写本の存在が報告され、こちらにはさらに年代をさかのぼる文化6年（1809年）に書写され、その底本には天明8年（1788年）の年記の序文があるが、原本の成立年代や成立事情はやはり解明に至っていない。

## 形態と成立

### 形態
西岡[2003]で報告された写本を底本の年代からここでは「文政本」とする。文政本は、通常の半紙を袋綴にし、2穴ずつ2か所をコヨリで閉じた縦24.2センチメートル、横16.8センチメートル、表紙共紙、表紙を含めて32丁の小型の写本である。表紙中央に「金沢名所旧跡記」と打ち付け書きにし、左下に「家田蔵」と記入してあり、巻頭一丁表面に書写識語を付し、内題に「金沢八景名所旧跡記」とある。本文は全文墨書き、1面8行、1行20字前後で、ところどころに傍訓があるほかは注記や句読点も施さず、淡々とした筆写ぶりである。
家田による書写識語には、金沢町の「安田屋」なる屋号をもつ岩崎家に伝来していたものを業務の余暇に書写したものとあるが、そのような屋号をもつ「岩崎家」の存在は地元では確認されておらず、底本の伝来をそれ以上たどることはできない。序文には、『新編鎌倉志』に取り上げられた六浦の名所がその後どうなっているのかを問われた人物がそれに答えて文政4年（1821年）正月に執筆したという執筆の経緯が記されているが、同時に「我が家之案内書」として内々に利用するに留めるようにと書き置くだけでなく、それに続く「旧跡目録之事」の末尾には古い書物や銘文よりも聞き覚えた口碑を中心として本文を記述するという方針を強調しているとみられる一文が記されている。
山地[2008]で報告された写本をその底本の年代から「天明本」とする。天明本は代々金沢区に居住する住人の山本氏の所蔵で、山本家は江戸時代には洲崎で旅籠を営んでいたことから、宿泊者のために金沢及び鎌倉を紹介する内容のこの写本を手元においていたのではないか、という。天明本は表紙共紙の簡単な袋綴で3穴の糸綴、縦20.2センチメートル、横13.0センチメートル、表紙を含めて全79丁の写本である。表紙中央には「金沢名所旧跡記」と記載したとみられるが痕跡が残るのみで判読困難である。表紙・裏表紙には反故紙を使っているため、本文とは全く関係ない習書などがある。5丁裏には「文化六 巳／巳」と記され、書写年がわかる。6丁から53丁までの「金沢名所旧跡記」は1面5～6行、63丁から71丁までの「鶴ヶ岡名所記」なる今のところ存在が知られていない地誌の書写の部分は1面10～12行と配行が異なっており体裁は一貫しない。
天明本の序文の最後には「天明八年戊申4月日」とあり、底本が天明8年（1788年）の成立であったことを示している。これは文政本の文政4年（1821年）を遡るだけでなく、近い時期に金沢の地誌として地元で開板され、ひろく流布した『金沢名所杖』（文政6年〈1823年〉）をも遡るものである。

### 成立
既述のように金沢名所旧跡記の成立事情は詳らかではない。ただ、文政本の序文から知れるところを見る限り、有力者からの個人的な下問を受けるほどの人物でかつ金沢の地誌に精通した人物であることから、当地の六浦藩の藩主家米倉氏の家中の人物ではないかと思われる。同じく19世紀初めに開板された『金沢名所杖』は著者が明確であり、六浦藩士伊藤景山が著者として明記されている。この『金沢名所杖』と比較してみると、同じ名所を採録していても、文章・記事とも全く異なっており、互いを参照した形跡は見られない。成立した時期がちかいことからみると、『金沢名所旧跡記』と『金沢名所杖』は、金沢八景に対する関心が高まった時期に外部から問われたときに備えて米倉氏家中の有識者がまとめた地誌であったのではないかと考えられる。
一方、天明本は金沢だけでなく、『鶴ヶ岡名所記』なる鎌倉の地誌をも含んでいる点に特色がある。『鶴ヶ岡名所記』は、近世鎌倉の代表的な地誌でる『新編鎌倉志』『鎌倉攬勝考』ほど詳細ではないが、鎌倉の主要な名所を網羅し、最後には江ノ島と金沢についても触れている。内容は簡潔で、名所の羅列に近く、『鶴ヶ岡名所記』の名のとおり鶴岡八幡宮からはじまり、その東、北、南、西の順に名所を紹介している。この『鶴ヶ岡名所記』なる地誌は今まで知られていないものだが、少なくとも天明本が書写された年代までには存在しており、書写の際に付け加えて合冊にしたものとおもわれる。

## 金沢名所旧跡記
近世における武蔵国金沢の地誌は、江戸時代前期に成立した『新編鎌倉志』の影響が圧倒的で、後発の地誌類はその孫引きに終始している部分が多く、旅行者による記録では決まりきった名所の羅列がせいぜいで、地域の細かな地名や伝承を伝えることも少ない。しかし、この『金沢名所旧跡記』では、発見されるまで全く知られていなかった記事を多数含み、その内容は「極めて珍しい」ものである。成立・伝来の経緯に不明な部分がなお多いとはいえ、地元の伝承や地誌に通じた人物が独自に編纂した地誌として、他に類を見ない内容を備える点など、同時期の『金沢名所杖』と並ぶ価値をもつと評価されている。
西岡[2003]の紹介に従って特筆すべき記事を挙げると、以下の8点である。
五木・三石
金沢の地誌における名木・名石の記事として「四石」「八木」は有名であるが、「三石」「五木」を挙げるものは例がない。通例の「八木」のうち、称名寺にあったといわれる名木は万治2年（1659年）に出版された『鎌倉物語』にはすでにほとんど失われていたと記されていることから、「八木」は17世紀半ばをさらに遡る時期に選定されていたものと推測される。「八木」として名を挙げられている木のうち、能仁寺旧跡にあり金沢名所旧跡記の当時にはすでに枯れてなくなっていた「十丈の柳」と、瀬戸明神下通りにあったという「猥はへ松」は、通常の金沢の地誌には登場せず、わずかに『新編鎌倉志』の巻末つけたりに言及があるものの、位置が確認できるのは本書によるものが初である。能仁寺旧跡にあったという「十丈の柳」は、能仁寺が米倉氏の藩庁たる六浦陣屋となったため立ち入り禁止になっているとも述べられており、能仁寺の旧跡が当時まで地元住民の記憶にとどめられていたことを示している。
朝比奈切通の開削
中世六浦道の開削は『吾妻鏡』の記事が度々言及されるが、近世初期の開削について具体的に記された資料は今まで知られていなかった。本書によれば、浄養向入なる人物が道を平坦に均したといい、没年の延宝3年（1675年）の紀年銘のある墓が坂上の石地蔵として残っているという。そのような石地蔵は今のところ発見されていないが、発見されれば本書の信憑性を裏付けるものとなるであろうと推測されている。
仮屋崎・御伊勢山・玉世姫石塔
大道から六浦にかけての街道筋東の川傍に「仮屋崎」なる出崎があって、往古唐船が3艘来航した際、船が破損したので仮屋を設けて収めたという記事があるが、この地名は現在では全く伝承を失っている。
仮屋崎の記事のすぐ後には御伊勢山の記事がある。御伊勢山は、浦賀から江戸へ向かう船にとっての航海の目印であったとか、地元住民が雨乞いの儀式をしたといったことを伝えているが、これも本書の発見以前には知られていなかった事であり、それ以前には横浜市教育委員会による御伊勢山・権現山周辺での文化財調査報告でわずかに推定されていたに過ぎない。
御伊勢山に続く玉世の姫石塔の記事では、石塔表面の苔を地元住民が病気の薬にしていたという民俗医療の記事がある。記載された位置関係などからすると、現在小山若犬丸の遺児供養塔として知られる石塔に相当するとみられるが、『金沢名所杖』も「玉世の姫石塔」の記事を収載しており、どのような経緯で小山の塔と呼ばれるようになったのかは分かっていない。
弘法大師の硯水
上行寺東遺跡はかつて「弘法やぐら」とか「弘法の硯水」と呼ばれていた場所であったことは、金沢の地域史研究では大正の頃から指摘されてきたが、具体的な場所は必ずしも明らかではなかった。本書では、上行寺の東方にあった石橋「六浦橋」の東北にあった「山王（三王）権現之社」の山の中段にこれらのやぐらがあると記されている。上行寺東方の石橋は『江戸名所図会』の「六浦上行寺」の挿絵にも描かれるところであり、これらから上行寺東遺跡の上段部は「弘法之護摩たきやぐら」と呼ばれていたことが分かる。
渡し場・亀山・センソウ小路
国道16号の六浦交差点付近を旧くは「渡し場」と称し、本書はその一帯に「千軒の泊まり屋あり」という伝承があったと記している。金龍院の裏手、九覧亭のある山を亀山と呼んだとするのも本書の記事以外に類を見ない。
前出の御伊勢山には東照宮が祀られており、東照宮から瀬戸明神を結ぶ道を「センソウ小路」と呼んだという。この「センソウ小路」なる地名の意味は不明だが、狩野養信が描いた「金沢地取」と題するスケッチの琵琶島弁天の図中注記に「センソヲ小路」とあり、江戸時代には人口に膾炙する地名であったことが裏付けられる。
瀬戸の角橋
平潟湾にかつて架かっていた瀬戸橋は、江戸時代には中島をはさむ2連の反橋かあなっていたが、『新編武蔵風土記稿』には地元の口碑として「古は橋一つにて元より橋杭をなさず角橋なりしと云」とあり、本書も瀬戸橋を「角木にて乱杭なき橋」と同様の記述をしているが、「角橋」「角木」が何を意味するかは依然としてあきらかではない。
舞台屋敷・踊り畑
瀬戸橋から称名寺までの間は、龍華寺下通に太田道灌の屋敷があったという伝承を伝えるほか沿道の寺院の霊宝類を、『新編鎌倉志』によって詳しく書き上げている。
称名寺惣門の西に「ふたい屋敷」という地名の広い畑があり、「古へ亀山帝の御能遊ばされしところなり」という伝承を記録しているほか、「をとり畑」なる場所で「亀山院このところにて踊狂言致させ、御罷出ありしなり」という。「ふたい屋敷」とは文意からして「舞台屋敷」で、称名寺が亀山天皇の勅願所として創建されたとする近世の縁起に付随する地名と思われ、「踊畠」なる地名は『金沢名所杖』にも見ることができる。
能見堂の由来
江戸時代の初め頃まで能見堂にはお堂はなく、地名として「能見道」と呼ばれていたが、久世広之が奉行から「ここに堂ありや」と問われて、それを肯定してしまったために、俄かに仏堂を建立することになったという。

## 翻刻書誌
- 西岡芳文、2003、「『金沢名所旧跡記』について--新出の近世金沢地誌の紹介」、『金沢文庫研究』（310）、神奈川県立金沢文庫、NAID 40005776327 pp. 1-17 - 文政4年（1821年）の年記の写本を翻刻
- 山地純、2008、「『金沢名所旧跡記』の新出写本について--金沢と鎌倉の近世地誌(上)」、『金沢文庫研究』（321）、神奈川県立金沢文庫、NAID 40016347489 pp. 38-48 - 文化6年（1809年）書写の写本を翻刻
- 山地純、2009、「『金沢名所旧跡記』の新出写本について--金沢と鎌倉の近世地誌(下)」、『金沢文庫研究』（322）、神奈川県立金沢文庫、NAID 40016627830 pp. 28-46 - 文化6年（1809年）書写の写本を翻刻